# Міністерство закордонних справ Литви
Міністерство закордонних справ Литовської Республіки (лит. Lietuvos Respublikos užsienio reikalų ministerija) є урядовим органом Литовської Республіки який формує національну політику, організовує, координує та контролює її реалізацію в таких сферах: закордонні справи та політика безпеки: міжнародні відносини, економічна безпека, зовнішня торгівля, захист прав та інтересів Литовської Республіки та його фізичних та юридичних осіб за кордоном; координація членства Європейського Союзу; представляючи Литовську Республіку за кордоном через дипломатичні та консульські відносини, дипломатичну службу, національний та дипломатичний протокол Литви, міжнародні відносини; політику співробітництва Литовської Республіки; зміцнення емігрантських зв'язків з Литвою. Міністерство закордонних справ було створено 4 листопада 1918 року, незабаром після відновлення незалежності Литви.

## Міністри закордонних справ Литви
1. Аугустінас Вольдемарас (1918–1920);
2. Юозас Пуріцкіс (1920–1921);
3. Петрас Клімас (1921);
4. Владас Юргутіс (1922);
5. Ернястас Галванаускас (1922–1924);
6. Вольдемарас Вітаутас Карнекіс (1924–1925);
7. Мечисловас Рейніс (1925–1926);
8. Ляонас Бістрас (1926);
9. Міколас Сляжявічус (1926);
10. Аугустінас Вольдемарас (1926–1929);
11. Юозас Тубяліс (1929);
12. Довас Заунюс (1929–1934);
13. Стасис Лозорайтіс (1934–1938);
14. Юозас Урбшис (1938–1940);
15. Вінцас Креве-Міцкявічюс (1940).
16. Повелас Ротомскіс (1944–1949);
17. Ігнас Гашка (1949–1959);
18. Казіс Прейкшас (1959–1961);
19. Леокадія Діржінськайте-Пілюшенко (1961–1976);
20. Александрас Чеснавічюс (1976);
21. Вітаутас Зенкявічюс (1977–1987);
22. Владісловас Мікучяускас (1987–1990);
23. Альгірдас Саударгас (1990–1992);
24. Стасис Лозорайтіс (1940–1983) в екзилі;
25. Стасіс Антанас Бачкіс (1983–1991) в екзилі;
26. Повілас Гіліс (1992–1996);
27. Альгірдас Саударгас (1996–2000);
28. Анатанас Валіоніс (2000–2006);
29. Пятрас Вайтєкунас (2006–2008);
30. Вігаудас Ушацькас (2008–2010);
31. Аудронюс Ажубаліс (2010–2012);
32. Лінас Антанас Лінкявічюс (2012–2020);
33. Ґабріелюс Ландсберґіс (2020-).